# Giro dei Paesi Baschi 1982
Il Giro dei Paesi Baschi 1982, ventiduesima edizione della corsa, si svolse dal 12 al 16  aprile 1982 su un percorso di 875,3 km ripartiti in cinque tappe (l'ultima suddivisa in 2 semitappe). Fu vinto da José Luis Laguía, davanti a Julián Gorospe e Francesco Moser.

## Tappe
| Tappa  | Data      | Percorso                                 | km    | Vincitore di tappa | Leader cl. generale |
| ------ | --------- | ---------------------------------------- | ----- | ------------------ | ------------------- |
| 1ª     | 12 aprile | Azpeitia > Azpeitia                      | 180   | Alberto Fernández  | Alberto Fernández   |
| 2ª     | 13 aprile | Azpeitia > Ibardin                       | 196   | Antonio Coll       | Alberto Fernández   |
| 3ª     | 14 aprile | Vera de Bidasoa > Ondarroa               | 192,8 | Eddy Planckaert    | Juan Fernández      |
| 4ª     | 15 aprile | Ondarroa > Llodio                        | 164,7 | Jaume Vilamajo     | Juan Fernández      |
| 5ª-1ª  | 16 aprile | Llodio > Lazkao                          | 137   | Eddy Planckaert    | Juan Fernández      |
| 5ª-2ª  | 16 aprile | Lazkao > Lazkaomendi (Cron. individuale) | 4,8   | Julián Gorospe     | José Luis Laguía    |
| Totale | Totale    | Totale                                   | 875,3 |                    |                     |

## Classifiche finali

### Classifica generale
| Pos. | Corridore        | Squadra    | Tempo     |
| ---- | ---------------- | ---------- | --------- |
| 1    | José Luis Laguía | Reynolds   | 22h09'07" |
| 2    | Julián Gorospe   | Reynolds   | a 4"      |
| 3    | Francesco Moser  | Famcucine  | a 7"      |
| 4    | Vicente Belda    | Kelme      | a 18"     |
| 5    | Álvaro Pino      | Zor-Helios | a 19"     |